# Rosema thestia
Rosema thestia är en fjärilsart som beskrevs av Druce 1898. Rosema thestia ingår i släktet Rosema och familjen tandspinnare. Inga underarter finns listade.